# Wolgaflottille
Die Wolgaflottille war eine Flottille der Sowjetischen Marine auf der Wolga im Zweiten Weltkrieg.

## Allgemein
Sie wurde im Oktober 1941 aus dem Bestand der im Juli 1941 aufgestellten Schulschiffabteilung auf der Wolga gegründet und stand, während sie weiterhin Personal ausbildete und Schiffe einfuhr, bereit für Kampfhandlungen. Anfangs umfasste ihr Bestand 7 Kanonenboote, 15 Panzerboote, 33 Räumfahrzeuge, 2 schwimmende Batterien und 2 Hilfsschiffe.
Ihre Kommandeure waren ab November 1941 Konteradmiral Sergei Michailowitsch Worobjow, ab Februar 1942 Konteradmiral D.D. Rogatschow und ab Mai 1943 J. A. Pantelejew.
Die Flottille hatte eine eigene Zeitung, die »Sa radnuju Wolgu« (Für die heimatliche Wolga). Im Juni 1944 wurde sie aufgelöst.

## Kampf gegen die Verminung der Wolga
1942 und vor allem 1943 versuchte die deutsche Luftwaffe die Transporte auf der Wolga durch von Flugzeugen abgeworfene Minen zu stören. Die Wolga hatte eine große Bedeutung als Transportweg vor allem für das Erdöl aus dem Kaukasus, sie ersetzte mehr als 10 Eisenbahnlinien. Hitler legte am 23. Juli 1942 in seiner Weisung Nr. 45 fest: „der Schiffsverkehr auf dem Unterlauf der Wolga ist durch Verminungen zu stören“ Nach sowjetischen Angaben begannen die Verminungen bereits ab 22. Juli 1942. Von Flugplätzen in Makejewka und im Raum Charzissk begannen deutsche Flugzeuge, die Wolga zwischen Astrachan und Saratow auf einer Strecke von 900 Kilometer zu verminen. Am 29. April 1943 wurden Luftminen vom Typ BM 1000 abgeworfen.

### Taktik
Der Chef der Flottille J. A. Pantelejew beschreibt die deutsche Taktik wie folgt. Jeden Abend erschien ein Aufklärungsflugzeug, um den Standort der Geleitzüge festzustellen. Dann flogen in der Dunkelheit in geringer Höhe zwei Gruppen von Flugzeugen heran. Die eine, mit brennenden Positionslichtern, sollte die Flugabwehr, bestehend aus Scheinwerfern, Flakgeschützen und Jagdflugzeugen, anlocken und griff stromaufwärts fliegend mit Bomben und Bordwaffen Batterien und Fliegerabwehrschiffe an, während die andere stromabwärts mit abgeschalteten Motoren die Minen warf. In der nächtlichen Stille konnte man das leise Knallen des sich öffnenden Fallschirms und den Aufschlag im Wasser hören. Die Minen zündeten magnetisch oder akustisch und hatten verschiedene Zählschritte von 2 bis 16, das heißt, erst beim 17. Überlauf eines Schiffes zündeten sie.

### Sowjetische Gegenmaßnahmen
Im Frühjahr 1943 wurden die Minenangriffe massiv verstärkt. 1942 wurden nach Pantelejew 50 Minen abgeworfen, und im Mai 1943 364. Daraufhin wurden hunderte von Flussschiffen zu Räumfahrzeugen umgebaut und die Zahl der Beobachtungsposten stieg auf 400, die von tausenden Freiwilligen aus der Bevölkerung unterstützt wurden. Ihnen wurde ein Winkeralphabet für die Meldung beigebracht und zahlreiche von ihnen erhielten Geldprämien und einige sogar Orden und Medaillen. Die Minenlegeorte wurde mit Pricken markiert.
Zur Flugabwehr wurden 15 Flakbatterien stationiert. Die Transportschiffe, 20 Spezialschiffe und mehrere Dutzend Abwehrboote wurde mit Fla-Geschützen und Fla-MGs bewaffnet, die von jungen Frauen bedient wurden. Bald wagten die deutschen Flugzeuge nicht mehr, unter 600 Meter zu fliegen, was dazu führte, dass viele Minen im Wald oder auf den Wiesen landeten.
Eine spezielle Station in Saratow entmagnetisierte die Schiffe. Eine große Rolle spielte der hydrographische Dienst beim Einrichten neuer Fahrrinnen.
Fast jede Nacht wurde der Chef J. A. Pantelejew vom Volkskommissar angerufen, um zu erfahren, wo die Transporte blieben, häufig telefonierte er auch mit Anastas Mikojan über die Erfüllung des Transportplans, der im Mai 1943 nur zu 76,5 % erfüllt werden konnte.

### Ergebnis
Pantelejew schreibt, dass bis zum Winter 1943 751 Minen vernichtet wurden. Nach sowjetischen Angaben liefen in der Sommerfahrenszeit 1943 von 8.000 Schiffen nur 20 auf Minen und der Schiffsverkehr wurde nicht einen Tag unterbrochen. Sie transportierten dabei 5.140.000 Tonnen Erdöl. Der Volkskommissar für Marine und Admiral Nikolai Gerassimowitsch Kusnezow schrieb:

„Um die Wahrheit zu sagen, auch uns schien einige Mal der Atem auszugehen. 100 bis 200 deutsche Minen mehr, und der Verkehr wäre unterbrochen worden. Aber das wußten nur wir.“

## Schlacht um Stalingrad

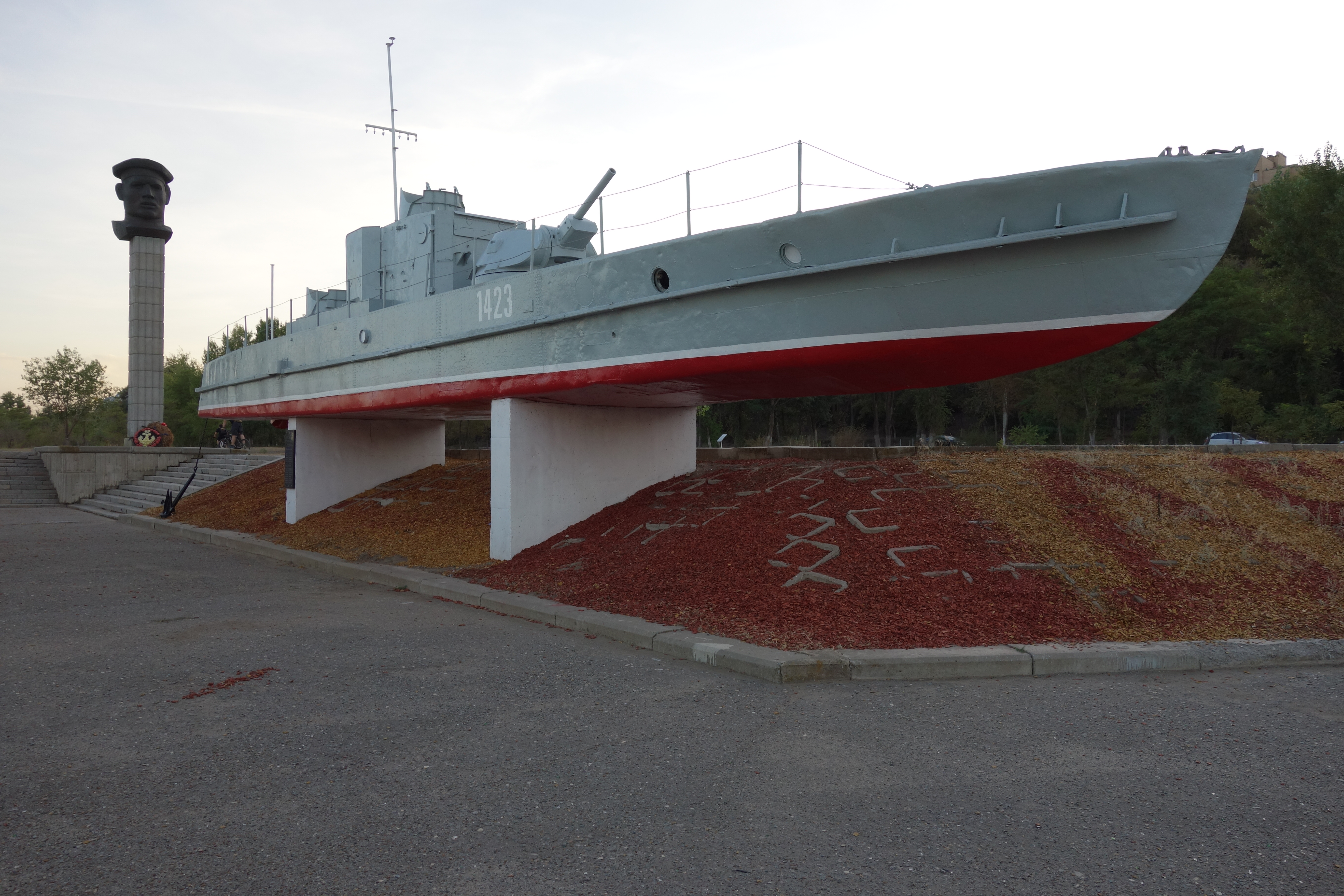
Panzerboot der Wolgaflottille, ausgestellt in Wolgograd

Während der Schlacht von Stalingrad unterstützte die Wolgaflottille die Verteidigung der Stadt durch Einsatz ihrer Artillerie, durch Übersetzen von Nachschub über die Wolga, durch Einsatz ihrer Flak gegen deutsche Luftangriffe und durch Überwachung der Wolga gegen deutsche Übersetzversuche nördlich und südlich der Stadt. Nach Jürg Meister war die Tätigkeit der Wolgaflottille erfolgreich, sie ermöglichte, die Brückenköpfe auf dem rechten Wolgaufer zu erhalten. Nach sowjetischen Angaben setzte die Wolgaflottille während der ganzen Schlacht an der Wolga 82.000 Soldaten über den Fluss und brachte 52.000 Verwundete und Zivilisten ans Ostufer.
Der Artilleriebeobachter, der die Schiffsartillerie lenkte, Leutnant W.M. Saginailo, erhielt für seine Kühnheit und Findigkeit den Orden des Roten Sterns und den Rotbannerorden.